# Runes (Bury Tomorrow)
Runes è il terzo album in studio del gruppo metalcore britannico Massive Attack, pubblicato nel 2014.

## Tracce
1. Man on Fire – 4:01
2. Shadow, a Creator – 4:39
3. The Torch – 4:14
4. Watcher – 4:44
5. Our Gift – 3:36
6. Darker Water – 3:19
7. Another Journey – 3:10
8. Under the Sun – 3:31
9. Year of the Harvest – 3:32
10. Garden of Thorns – 5:03
11. Divine Breath – 1:30
12. Of Glory – 4:32
13. Last of the Ice – 3:35

## Formazione
- Daniel Winter-Bates – voce
- Jason Cameron – chitarra, voce
- Kristan Dawson – chitarra
- Davyd Winter-Bates – basso
- Adam Jackson – batteria, percussioni